# Вірджиліо Марозо
Вірджиліо Марозо (італ. Virgilio Maroso, нар. 26 червня 1925, Маростіка — пом. 4 травня 1949, Суперга) — італійський футболіст, захисник.
Насамперед відомий виступами за клуб «Торіно», а також національну збірну Італії. Разом з партнерами по туринській команді трагічно загинув в авіаційній катастрофі на горі Суперга 4 травня 1949 року.
Чотириразовий чемпіон Італії. 

## Клубна кар'єра
Народився 26 червня 1925 року в місті Маростіка. Вихованець футбольної школи клубу «Торіно».
У дорослому футболі дебютував 1944 року виступами на умовах оренди за команду клубу «Алессандрія», в якій провів 12 матчів чемпіонату. 
1945 року повернувся з оренди до «Торіно», найсильнішого на той час італійського клубу, за який встиг відіграти лише 4 сезони. Більшість часу, проведеного у складі «Торіно», був основним гравцем захисту команди. За цей час чотири рази виборював титул чемпіона Італії. 
Свій останній, четвертий, титул чемпіона Італії в сезоні 1948–49 Марозо отримав вже посмертно — 4 травня 1949 року команда трагічно загинула в авіакатастрофі на горі Суперга неподалік Турина. До кінця першості лишалося 4 тури, «Торіно» очолював турнірну таблицю, і всі загиблі гравці клубу посмертно отримали чемпіонський титул після того, як гравці молодіжної команди клубу, що догравали сезон в Серії A, виграли в усіх чотирьох останніх матчах першості. Варто зазначити, що їх суперники («Дженоа», «Палермо», «Сампдорія» та «Фіорентина») у цих матчах з поваги до загиблих чемпіонів також виставляли на поле молодіжні склади своїх клубів.

## Виступи за збірну
1945 року дебютував в офіційних матчах у складі національної збірної Італії. Протягом кар'єри у національній команді, яка протривала 5 років, встиг провести у формі головної команди країни лише 7 матчів, забивши 1 гол.

## Титули і досягнення
- Чемпіон Італії (4):

«Торіно»:  1945–46, 1946–47, 1947–48, 1948–49